# Rifle de ar Gilardoni
O Rifle de ar Gilardoni, é uma arma de ar comprimido individual que foi fornecida ao Exército Austro-Húngaro no final do século XVIII. Foi o primeiro rifle utilizando ar comprimido a ser usado em operações militares.

## Visão geral
O rifle foi batizado com o nome de seu criador, Bartolomeo Gilardoni, às vezes também chamado de "Girandoni" (1729–1799), um relojoeiro e ferreiro de Cortina d'Ampezzo.
A expedição de Lewis e Clark usou esse rifle nas demonstrações que realizaram para quase todas as tribos nativas americanas que encontraram na expedição.

## Projeto e capacidades
O rifle tinha 1,2 m de comprimento e pesava 4,5 kg, aproximadamente o mesmo tamanho e peso básicos dos mosquetes de infantaria da época. Ele disparava uma esfera de calibre .46 ou .51 e tinha um carregador tubular alimentado por mola com capacidade para 20 esferas. Algumas das armas também foram feitas usando um carregador alimentado por gravidade. Ao contrário de seus mosquetes contemporâneos de carregamento pela boca, que exigiam que o atirador se levantasse para recarregar a pólvora e a esfera, o atirador do rifle Gilardoni podia recarregar uma esfera do carregador puxando uma barra da câmara transversal para fora da culatra, fazendo com que uma nova esfera fosse posicionada, voltando a barra à sua posição original com o auxílio de uma mola, tudo enquanto estava deitado. Os regulamentos contemporâneos de 1788 exigiam que cada atirador, além do próprio rifle, fosse equipado com três reservatórios de ar comprimido (dois sobressalentes e um acoplado ao rifle), bastão de limpeza, bomba manual, concha de chumbo e 100 esferas de chumbo, 1 na câmara, e 19 no carregador embutido no rifle e os 80 restantes em quatro tubos de estanho. O equipamento não carregado junto ao rifle era guardado em uma mochila especial de couro. Também era necessário manter as gaxetas de couro do reservatório úmidas para manter uma boa vedação e evitar vazamentos.
O reservatório de ar ficava na coronha em forma de garrafa. Com o reservatório de ar cheio, o rifle de ar Girardoni tinha capacidade para disparar cerca de 30 tiros com pressão útil. Essas esferas eram eficazes a aproximadamente 125 jardas (114 m) com o reservatório de ar cheio. A energia diminuia conforme o reservatório de ar fosse esvaziando. Em termos de design, o reservatório de ar era semelhante aos cartuchos de dióxido de carbono descartáveis usados em algumas armas de pressão modernas.